# Schloss Detwang
Das Schloss Detwang ist eine ehemalige mittelalterliche Turmburg nordöstlich der Kirche des Stadtteils Detwang der Stadt Rothenburg ob der Tauber im Landkreis Ansbach in Mittelfranken in Bayern.
Die Burg ist spätestens 1295 durch die Reichsküchenmeister von Nordenberg, Ministeriale auf der Burg Rothenburg, errichtet worden. 1383 verkauften sie aufgrund finanzieller Schwierigkeiten ihre Herrschaft samt Detwang an die Stadt Rothenburg.
Die Burg besitzt die Gestalt eines dreigeschossigen Wohnturms mit vorkragenden, verputzten Fachwerk-Obergeschossen und Krüppelwalmdach und einem zweigeschossigen Anbau. Die Umfassungsmauer ist noch mittelalterlich. Die ehemals vorhandenen Wälle und Wassergräben sind nicht mehr erkennbar. Das Untergeschoss des bestehenden Gebäudes stammt möglicherweise noch aus dem 13. Jahrhundert. Die Obergeschosse sind im Kern vor 1400 errichtet worden, eine dendrochronologische Datierung eines Fachwerkbalkens ergab das Jahr 1460. 1833 ist die Anlage umgebaut worden.